# Femap
Femap (Finite Element Modeling And Postprocessing) はシーメンスPLMソフトウェアより販売されている有限要素法解析プログラムです。
Femapは有限要素モデリングプリ/ポストプロセッサです。有限要素法モデルは、CADデータを使用して、または要素ごとに生成できます。Femapは、Windowsオペレーティングシステムでのみ動作するように設計されています。Femapは、いくつかの主要なCAD形式を読み取ることができます。 SolidWorks、Solid Edge、NX、CATIA、AutoCAD, Pro/E CADモデルを直接インポートできます。同時に、Femapには、Parasolidジオメトリックモデリングカーネルに基づいた独自のジオメトリツールがあります。
Femap製品の開発は、CADに依存せず、ソルバーに依存しないアプリケーションとして継続されます。 また、 NX Nastran 、マルチステップ非線形ソルバー、熱/高度熱ソルバー、フローソルバーなど、多数のシーメンスPLMソルバーがバンドルされています。 スタンドアロンユーティリティとして、Femapは通常、 ADINA 、 MSC Nastran 、 LS-DYNA 、 ANSYS 、 Abaqusなどの独立したソルバーで使用されます。

## 歴史
有限要素法の開発の初期段階で、ソフトウェアはUNIXシステム用に設計されています。したがって、大企業で主に使用されていました。パーソナルコンピューティングの登場後、Femapは1985年に開発が開始されたWindows用の最初のネイティブプリ/ポストプロセッサの1つでした。

## 応用
Femapは、航空宇宙や海洋や重工業を含む多くの産業で使用されています。

## 追加
Femapは、30日間の無料試用版(30日後に300ノードのデモバージョンに変換できます)または学生版として使用できます。 どちらのバージョンにも NX Nastranソルバーが含まれています。SDC Verifierは、Femapを新しい機能で強化します。これらはともに、構造設計基準に従って構造を検証するための受け入れられた健全なソリューションを提供します。SDC Verifierは、モデルとそのグラフィカルインターフェイスを生成するためのプリプロセッサとしてFemapを使用して、結果を視覚化します。
• FEMAPとNX Nastranのブログ：世界中のFEMAPコミュニティを幸せにサポートするために、IBERISA（スペイン）のBlas Molero Hidalgoが、有限要素解析（FEM / FEA）に関する多くのビデオ、例、および情報を書いて管理しています。

## 参照
1. ↑  "Femap Used by Evektor in Aircraft Design and Development," Archived 2009-04-02 at the Wayback Machine. Desktop Engineering, June 2008.
2. ↑  “Femap with NX Nastranの無料試用”. Siemens Digital Industries Software. 2019年12月25日閲覧。
3. ↑  “Femap学生エディション”. 2019年12月25日閲覧。